# Secret (chanson de Maki Gotō)
Pour les articles homonymes, voir Secret (homonymie).
Singles de Maki Gotō
Some Boys! Touch
(2006)
Secret (シークレット) est le 17e et dernier single en solo de Maki Gotō dans le cadre du Hello! Project, sorti le 11 avril 2007 au Japon sous le label Piccolo Town.

## Présentation
Le single est composé et produit par Tsunku. Il atteint la 9e place du classement de l'Oricon. Il se vend à 11 112 exemplaires la première semaine, et reste classé pendant 4 semaines, pour un total de 14 861 exemplaires vendus. Les premiers exemplaires produits contiennent une carte de collection supplémentaire. Le single sort aussi en édition limitée avec un DVD bonus, et en format "Single V" (DVD).
La chanson-titre du single figurera sur l'album How to Use Sexy de 2007, puis sur l'album compilation Maki Goto Complete Best Album 2001-2007 de 2010. La chanson en "face B", Inner Child, est l'unique chanson originale de Maki Goto au Hello! Project dont le texte n'a pas été écrit par Tsunku ; ses paroles sont écrites par l'auteure et écrivaine Yōko Aki, sur une musique de Tsunku, car elle est écrite pour une pièce de théâtre avec Maki Goto se déroulant pendant l'ère Showa : Yokosuka Story.
C'est le dernier single sorti par Maki Goto au Hello! Project et sur ce label. Elle les quittera en octobre 2007, et signera l'année suivante sur le label concurrent avex, pour lequel elle ne sortira plus que des singles digitaux durant les années suivantes, ce qui fait de Secret son dernier single physique.

## Liste des titres
Toute la musique est composée par Tsunku.
| 1. | Secret (シークレット)                               | Tsunku   | Nao Tanaka   | 5:15 |
| 2. | Inner Child (インナーチャイルド)                    | Yōko Aki | Kōichi Yuasa | 3:40 |
| 3. | Secret (instrumental) (シークレット (instrumental)) |          | Nao Tanaka   | 5:17 |

| 1. | Secret (Face Ver.) (シークレット (Face Ver.)) |  |

| 1. | Secret (シークレット)                             |  |
| 2. | Secret (Secret Ver.) (シークレット (Secret Ver.)) |  |
| 3. | Making of (メイキング映像)                        |  |